# Asura clara
Asura clara är en fjärilsart som beskrevs av Holland 1893. Asura clara ingår i släktet Asura och familjen björnspinnare. Inga underarter finns listade i Catalogue of Life.